# Leiopsammodius litoralis
Leiopsammodius litoralis är en skalbaggsart som beskrevs av Lea 1923. Leiopsammodius litoralis ingår i släktet Leiopsammodius och familjen Aphodiidae. Inga underarter finns listade i Catalogue of Life.